# فايري كروس (سفينة)
فايَري كروس (بالإنجليزية: Fiery Cross) كانت إحدى أشهر سفن الكليبر البريطانية المخصصة لنقل الشاي، وشاركت في سباق الشاي العظيم سنة 1866. كانت أول سفينة تصل إلى الوطن خلال مواسم الشاي في الأعوام 1861 و1862 و1863 و1865، وهو ما أكسبها شهرة واسعة في تجارة الشاي البحرية.

## الخلفية
كانت هذه السفينة هي الثانية التي تحمل اسم "فايَري كروس"؛ إذ سبقتها سفينة أخرى بُنيت عام 1855 وكانت مملوكة ومصممة من قبل نفس الجهة، وتم بناؤها أيضًا في ليفربول. لكن السفينة الأولى تحطمت على شعاب "فايَري كروس" المرجانية غير المرسومة في بحر الصين الجنوبي في 4 مارس 1860. تمكّن الطاقم من النجاة والوصول إلى اليابسة باستخدام قوارب النجاة.
وبما أن السفينة الثانية كانت قيد الإنشاء بالفعل في تلك الفترة، فقد تم إطلاق اسم السفينة الغارقة عليها تكريمًا لها.

## التصميم والاستخدام
تم تصميم فايَري كروس الجديدة لتكون خفيفة وسريعة، ما أهلها للتفوق في سباقات الشاي بين الصين وإنجلترا. كانت مهمتها الأساسية هي نقل شحنات الشاي من موانئ الصين، خاصة فوزهو وكانتونية، إلى لندن بأقصى سرعة ممكنة، حيث كان السبق في الوصول يمنح أرباحًا عالية وأولوية في الأسواق.

## المواصفات التقنية
تمتعت سفينة فايَري كروس بتصميم مثالي للسرعة وخفة الحركة، مما جعلها من بين أسرع سفن الكليبر في عصرها. وفيما يلي أبرز مواصفاتها:
- الطول الكلي: نحو 195 قدمًا (59.4 مترًا)
- العرض: 32 قدمًا (9.75 مترًا)
- العمق: 20 قدمًا (6.1 مترًا)
- الحمولة الصافية: حوالي 852 طنًا
- المادة المستخدمة في البناء: الخشب الصلب مع تدعيمات نحاسية
- عدد الأشرعة: ما يزيد على 30 شراعًا موزعة على ثلاثة صواري رئيسية
- نوع الهيكل: كليبر سريع مُدبب المقدّمة والمؤخرة

كانت سرعتها القصوى تتجاوز 16 عقدة بحرية، وهي سرعة تُعتبر عالية جدًا لسفن القرن التاسع عشر، خصوصًا في ظروف الرياح المناسبة.

## سباق الشاي 1866
في عام 1866، شاركت فايَري كروس في أشهر سباقات الشاي في التاريخ، والمعروف بـ"سباق الشاي العظيم"، حيث تنافست مع عدة سفن مثل تَيربْسِكوري وأرييل وتايكوون. وعلى الرغم من أدائها الرائع، لم تحتل المركز الأول في هذا السباق، لكنها ظلت من أبرز السفن المشاركة.